# Бильданов, Абдулла Бильданович
Абдулла́ Бильда́нович Бильда́нов (16 января 1911, Урайкино, Самарская губерния — 6 сентября 1978, Димитровград, Ульяновская область) — парторг стрелкового батальона 435-го стрелкового полка 208-й стрелковой дивизии 43-й армии 1-го Прибалтийского фронта, старшина — на момент представления к награждению орденом Славы 1-й степени.

## Биография
Родился 3 января 1911 года в селе Татарское Урайкино (ныне — Старомайнского района Ульяновской области). Татарин. Член ВКП(б) с 1944 года. Образовании неполное среднее. Жил в городе Комсомольск-на-Амуре, работал товароведом горпромсоюза.
В 1941 году был призван в Красную Армию. С ноября 1943 года — на фронте. Освобождал Псковщину и Прибалтику, громил врага в Восточной Пруссии.
22 апреля 1944 года при прорыве обороны противника в районе села Торошино старшина роты 435-го стрелкового полка старшина Бильданов в напряженный момент боя принял на себя командование стрелковым подразделением, поднял бойцов в штыковую атаку. Отбивая контратаки противника истребил огнём из ручного пулемета до 10 противников. Приказом от 5 мая 1944 года старшина Бильданов Абдулла награждён орденом Славы 3-й степени.
5 августа 1944 года группа разведчиков 277-й отдельной разведывательной роты той же дивизии под командованием старшины Бильданова проникла в тыл противника в районе населённого пункта Плявиняс. Разведчики собрали ценные сведения о дислокации живой силы и боевой техники противника, размещении огневых средств, складов с горючим и боеприпасами. Прикрывая отход группы, старшина Бильданов лично уничтожил 5 вражеских солдат и взял в плен офицера. Приказом от 6 сентября 1944 года старшина Бильданов Абдулла награждён орденом Славы 2-й степени.
5 октября 1944 года близ железной дороги Мемель-Тельзит парторг батальона старшина Бильданов поднял стрелков в штыковую атаку и, преследую отступающего врага, вместе с бойцами занял выгодный рубеж. В этих боях поразил свыше 15 противников, подавил 5 огневых точек противника.
Указом Президиума Верховного Совета СССР от 24 марта 1945 года за исключительное мужество, отвагу и бесстрашие, проявленные в боях с вражескими захватчиками старшина Бильданов Абдулла награждён орденом Славы 1-й степени. Стал полным кавалером ордена Славы.
Вскоре окончил курсы младших лейтенантов. День Победы встретил в Кёнигсберге. В 1945 году младший лейтенант Бильданов был демобилизован. Вернулся на родину. Жил в городе Димитровград Ульяновской области, работал начальником ОРСа на лесокомбинате. Скончался 6 сентября 1978 года. Похоронен в Димитровграде на старом городском мусульманском кладбище.

## Награды
- орден Славы 1-й (24.3.1945)[3], 2-й (6.9.1944)[2] и 3-й (5.5.1944)[1] степеней,
- медаль «За боевые заслуги» (20.5.1944)[4].

Памятник-бюст Бильданову А. (Ст. Майна).

## Память
В 2005 году в Ульяновской области открыты Аллеи Героев, на которых установлен бюст А. Б. Бильданова: в городе Димитровград и в рабочем поселке Старая Майна. Бюст Абдуллы Бильданова установлен и на его родине в селе Татарское Урайкино Старомайнского района Ульяновской области.